# Kunbaja
Kunbaja là một thị trấn thuộc hạt Bács-Kiskun, Hungary. Thị trấn này có diện tích 33,72 km², dân số năm 2010 là 1516 người, mật độ 45 người/km².